# Fantastic 4
Fantastic 4 (titlu original: Fantastic Four stilizat ca Fant4stic) este un film american din 2015 regizat de Josh Trank. Rolurile principale au fost interpretate de actorii Miles Teller, Michael B. Jordan, Kate Mara, Jamie Bell, Toby Kebbell, Reg E. Cathey și Tim Blake Nelson.

## Prezentare
Din 2007, Reed Richards (Miles Teller) și prietenul său Ben Grimm (Jamie Bell) lucrează împreună la un dispozitiv de teleportare. În 2014, după ce își prezintă dispozitivul la un târg de știință, cei doi atrag atenția  Profesorului Franklin Storm (Reg E. Cathey), director al Fundației Baxter Foundation, un institut sponsorizat de guvern pentru tinere genii. Reed  este recrutat și se alătură altor copii supravegheați de Reed, cercetătoarea Sue Storm (Kate Mara) și tehnicianul oarecum nesăbuit Johnny Storm (Michael B. Jordan), pentru a participa la proiectul "Poarta Cuantică" inițiat de protejatulul lui Storm, Victor von Doom (Toby Kebbell), care este de acord  să participe datorită sentimentelor sale față de Sue.
Teleportarea are loc de fapt într-un univers paralel. După ce un nou dispozitiv este testat cu succes, Dr. Allen (Tim Blake Nelson) intenționează să trimită un grup de la NASA să se aventureze într-o dimensiune paralelă denumită "Planeta Zero".  Însă Reed, Johnny și Victor împreună cu Ben sunt dezamăgiți de acestă decizie și folosesc ei dispozitivul pentru a ajunge pe "Planeta Zero".  Aceștia suferă mutații din cauza unei substanțe ca o lavă verde care o afectează la întoarcerea acestora și pe Sue. Victor a fost lăsat în urmă după ce cade în peisajul "Planetei Zero" aflat în colaps.

## Distribuție
- Miles Teller ca Reed Richards / Domnul Fantastic
- Kate Mara ca Susan "Sue" Storm / Femeia invizibilă
- Michael B. Jordan ca Johnny Storm / Torța umană
- Jamie Bell ca Benjamin Grimm / Lucrul
- Toby Kebbell ca Victor Domashev / Doctor Doom
- Tim Blake Nelson ca  Dr. Harvey Allen
- Reg E. Cathey[3] ca Dr. Franklin Storm

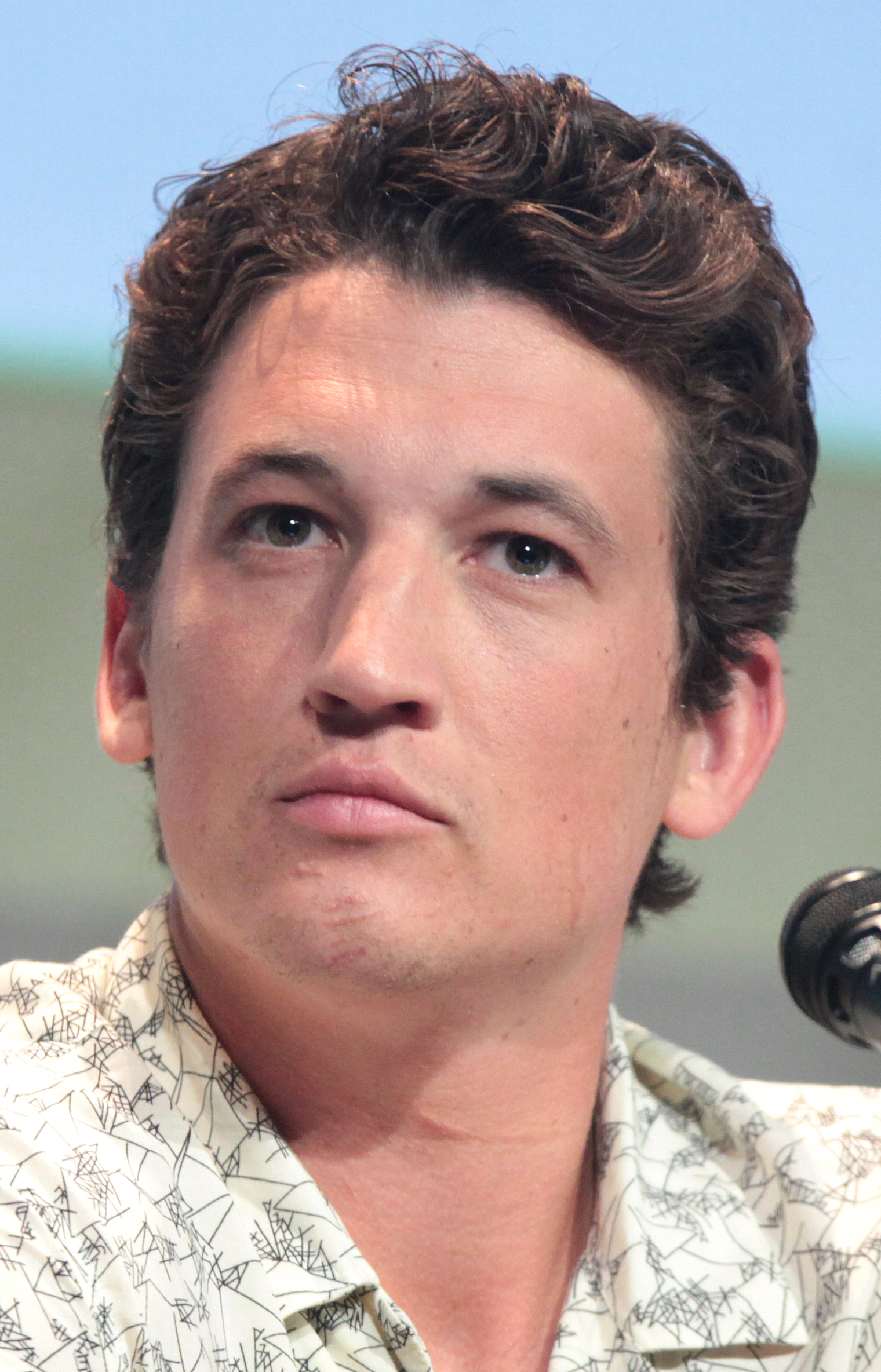
Miles Teller (Reed Richards / Dl. Fantastic)
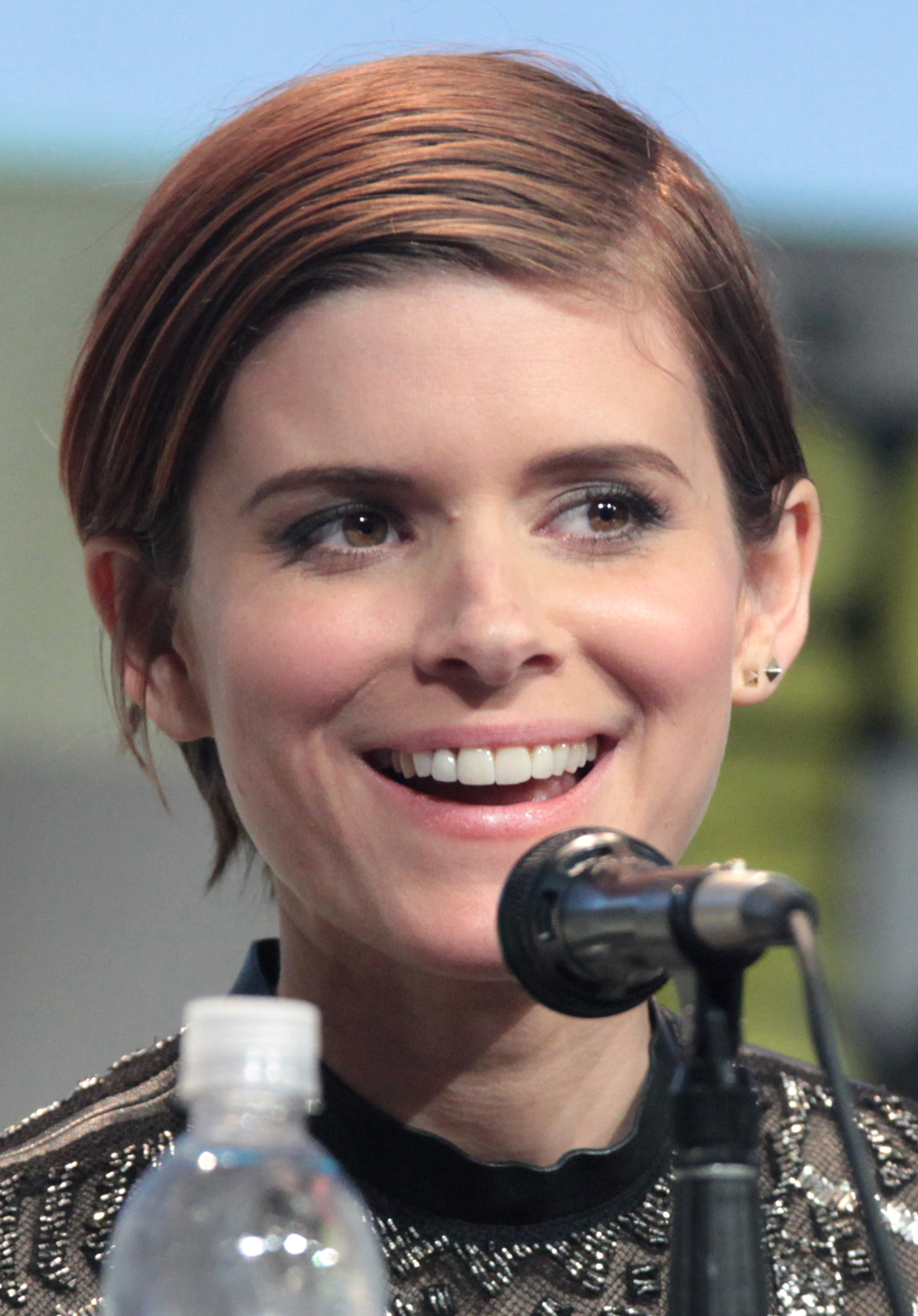
Kate Mara (Susan Storm / Femeia invizibilă )
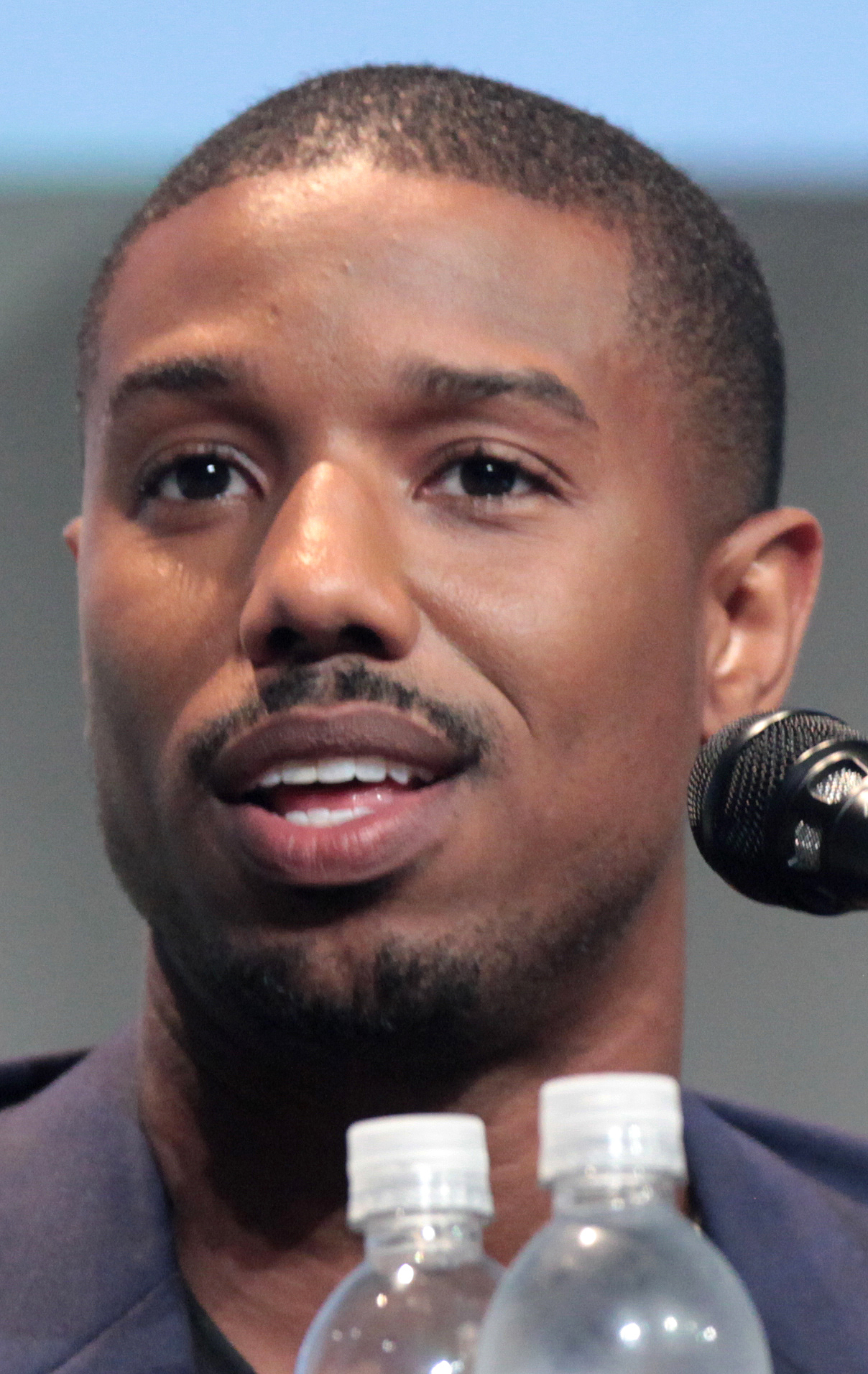
Michael B. Jordan (Johnny Storm / Torța umană)
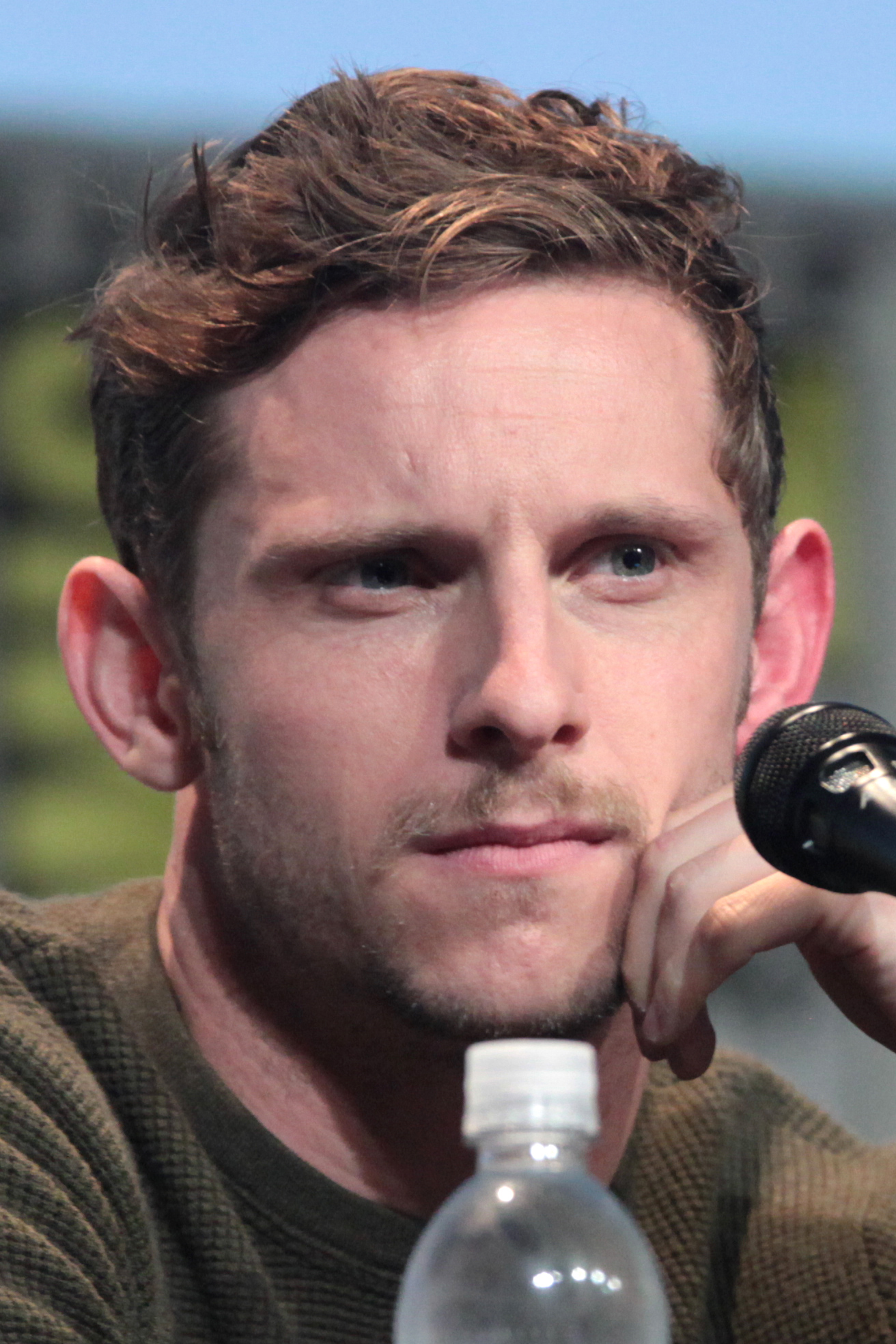
Jamie Bell (Benjamin Grimm / Lucrul)
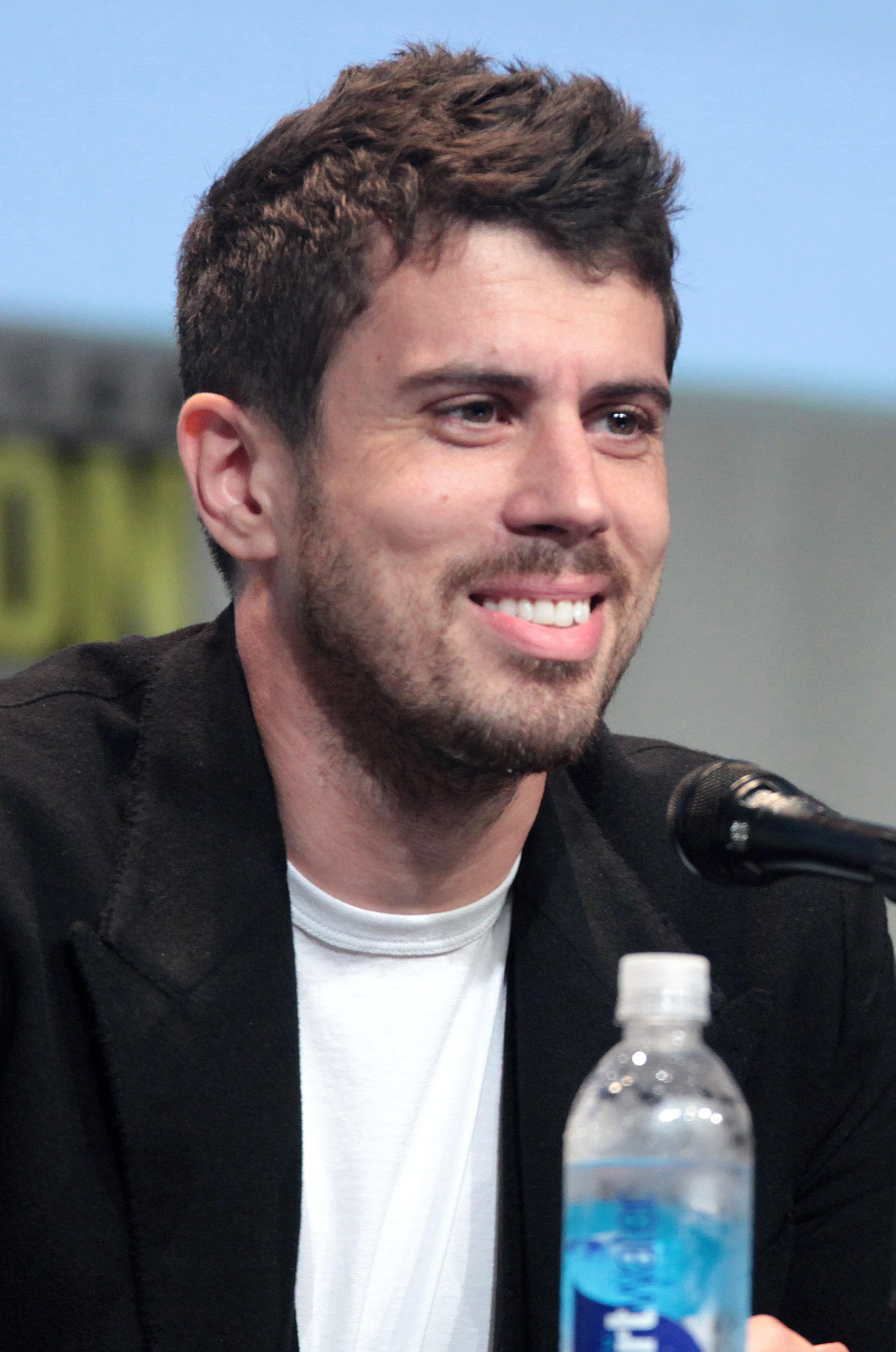
Toby Kebbell (Victor Domashev / Doctor Doom)